# Kove
Pour les articles homonymes, voir Kove (homonymie).
Le kove est une des langues ngero-vitiaz, parlée par 6 750 locuteurs, dans la province de la Nouvelle-Bretagne occidentale, côte du nord-ouest, 24 villages, la plupart sur de petits villages côtiers.